# فتح جزيرة لار
فتح جزيرة لار ( 14هـ - 636م ) فتح جزيرة لار هو أول عملية فتح من قبل المسلمين لجزيرة في بلاد فارس على يد القائد  عرفجة بن هرثمة الازدي.